# Солец-над-Вислон (гмина)
Солец-над-Вислон (пол. Solec nad Wisłą) — городско-сельская гмина (волость) в Польше, входит как административная единица в Липский повет, Мазовецкое воеводство. Население 6140 человек (на 2004 год). Административный центр — город Солец-над-Вислон.

## Демография
| Перепись                       | Всего   | Всего | Женщины | Женщины | Мужчины | Мужчины |
| ------------------------------ | ------- | ----- | ------- | ------- | ------- | ------- |
| Единицы                        | человек | %     | человек | %       | человек | %       |
| Население                      | 6140    | 100   | 3163    | 51,5    | 2977    | 48,5    |
| Плотность населения (чел./км²) | 44,7    | 44,7  | 23      | 23      | 21,7    | 21,7    |

## Сельские округа
1. Боиска
2. Дзюркув
3. Глина
4. Калинувек
5. Кемпа-Гостецка
6. Кемпа-Пётравиньска
7. Клудзе
8. Боиска-Колёня
9. Колёня-Надвисляньска
посёлок Рай
10. Ляс-Глиняньски
11. Марянув
12. Павловице
13. Пшедмесце-Ближше
14. Пшедмесце-Дальше
15. Садковице
16. Слущын
17. Воля-Павловска
18. Зембожин-Други
19. Зембожин-Первши
20. Зембожин-Колёня

## Соседние гмины
1. Гмина Хотча
2. Гмина Липско
3. Гмина Юзефув-над-Вислон
4. Гмина Лазиска
5. Гмина Тарлув